# محافظة هوت-كوتو
محافظة هوت-كوتو هي محافظة في جمهورية أفريقيا الوسطى، بلغ عدد سكانها 90٬316 نسمة في 2003، عاصمتها بريا، تبلغ مساحتها 86٬650 كيلومتر مربع.

## التقسيم الإداري
تنقسم المحافظة لـ 3 مقاطعات فرعية.
| المقاطعة | المركز  | المساحة   | السكان (إحصاء 2021) |
| -------- | ------- | --------- | ------------------- |
| بريا     | بريا    | 16230 كم² | 102356 نسمة         |
| أودا     | أودا    | 28490 كم² | 21،424 نسمة         |
| يالينجا  | يالينجا | 28490 كم² | 21،424 نسمة         |

## الموقع
تشترك في الحدود مع:
- محافظة هوت مبومو
- محافظة أواكا
- محافظة بامينغوي بانغوران
- محافظة باس-كوتو
- محافظة مبومو
- محافظة فاكاجا.